# Legge di Darcy

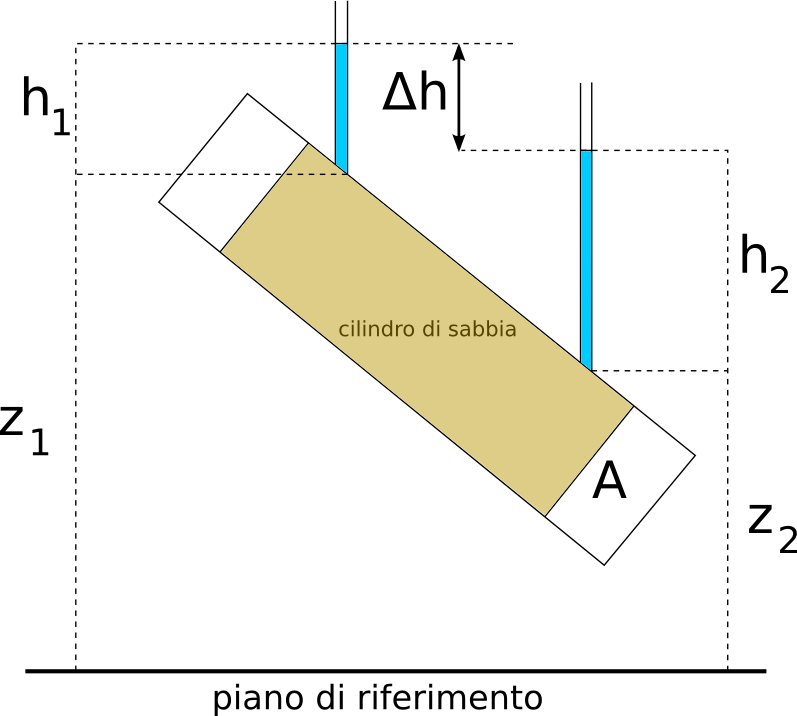
Cilindro di sabbia attraversato da acqua utilizzato nella dimostrazione della legge di Darcy.

In idraulica, la legge di Darcy è una legge costitutiva che descrive il moto di un fluido in un mezzo poroso. Questa legge viene utilizzata in tutte quelle applicazioni ingegneristiche (ad esempio la teoria della poroelasticità) che contemplano l'interazione puramente fisica tra un fluido in movimento laminare entro un mezzo poroso.
La legge fu formulata nel 1856 dall'ingegnere francese Henry Darcy sulla base dei risultati delle sperimentazioni da lui condotte sul flusso dell'acqua attraverso letti sabbiosi. Essa getta le basi scientifiche quantitative della permeabilità dei fluidi per gli utilizzi nei campi applicativi delle scienze della terra, in particolare nell'idrogeologia e nella petrofisica.

## Formulazione debole

Diagramma schematico per la definizione della legge di Darcy.

La portata volumetrica di un fluido attraverso un mezzo poroso completamente saturo è definita in modo integrale dalla seguente equazione di flusso:
{\displaystyle I_{v}=-\int _{S}{k \over \mu }\nabla p\cdot \operatorname {d} {\bar {r^{2}}}}
dove:
- {\displaystyle k} è la permeabilità del mezzo poroso
- {\displaystyle \mu } è la viscosità del fluido
- {\displaystyle \nabla } è l'operatore gradiente spaziale
- {\displaystyle p} è la pressione del fluido
- {\displaystyle S} è la sezione attraverso cui passa il fluido

Che per il teorema della divergenza si riesprime per l'efflusso attraverso una superficie chiusa che delimita un volume {\displaystyle V} come:
{\displaystyle I_{v}=-\int _{V}\nabla \cdot \left({k \over \mu }\nabla p\right)\operatorname {d} r^{3}}
Questa equazione, definita sperimentalmente da Darcy, è solitamente applicata ad un acquifero teorico poroso, completamente saturato da un fluido monofasico continuo (ossia acqua nelle sue applicazioni idrogeologiche), isotropo e poggiante su un substrato impermeabile orizzontale), avente sezione costante di area {\displaystyle S} e nel quale la falda defluisca in regime di moto laminare. In questo acquifero la portata è inversamente proporzionale alla lunghezza dell'acquifero {\displaystyle L} ed è direttamente proporzionale alla sezione e alla perdita di carico {\displaystyle \Delta h}, evidenziandosi l'analogia con la legge di Ohm:
{\displaystyle I_{v}={k \over \mu }{S \over L}\Delta p={\Delta h \over R}}
dove {\displaystyle R} è la resistenza idraulica, che per il letto poroso quindi vale:
{\displaystyle R={\mu  \over \rho gk}{L \over S}}

## Formulazione locale
Nei punti del dominio di flusso in cui le grandezze coinvolte sono continue si può passare alla formulazione forte della legge di Darcy:
{\displaystyle \mu \phi \,{\vec {u}}=-k\nabla p}
dove {\displaystyle {\vec {u}}} è la velocità di flusso e {\displaystyle \phi } la porosità.
Se la viscosità è uniforme, può entrare nell'argomento del gradiente spaziale:
{\displaystyle \phi \,{\vec {u}}=-k\,\nabla \left({\frac {p}{\mu }}\right)}
quindi definendo il tempo caratteristico del flusso {\displaystyle (\tau )} come il quoziente della pressione {\displaystyle (p)} nella viscosità {\displaystyle (\mu )}, e il flusso potenziale di Darcy {\displaystyle (q)} come il prodotto della velocità di flusso {\displaystyle ({\vec {u}})} per la porosità {\displaystyle (\phi )} (che rappresenta la formazione originaria del flusso a monte), la legge si riscrive solitamente nella forma più semplice:
{\displaystyle {\vec {q}}=-k\,\nabla \tau }

## Formulazione petrofisica
La legge di Darcy costituisce uno dei capisaldi su cui si fonda la petrofisica e viene solitamente semplificata e scritta a partire dalla portata di un fluido attraverso un mezzo poroso, un acquifero nelle sue applicazioni idrogeologiche oppure un reservoir nell'ingegneria dei giacimenti d'idrocarburi:
{\displaystyle Q={\frac {kS}{L}}{\frac {\Delta p}{\mu }}}
dove
- {\displaystyle Q} è la portata del fluido
- {\displaystyle k} è la permeabilità del mezzo poroso
- {\displaystyle \Delta p} è la differenza di pressione misurata in due sezioni del mezzo poroso separate da una distanza {\displaystyle {L}} lungo il condotto
- {\displaystyle \mu } è il coefficiente di viscosità del fluido
- {\displaystyle S} è la sezione attraverso cui passa il fluido

Questa equazione, che deriva da quella originariamente definita empiricamente da Darcy nel 1856 a seguito dei suoi esperimenti per la costruzione delle fontane di Digione, è solitamente applicata a rocce porose di tipo granulare o con porosità primaria diffusa, mentre non è utilizzabile per rocce fratturate in cui il movimento del liquido segue comportamenti diversi. Per la sua piena validità il serbatoio roccioso deve essere completamente saturato da un fluido monofasico continuo (ossia l'acqua nelle sue applicazioni idrogeologiche oppure petrolio senza la presenza di una fase gassosa mobile) non comprimibile, isotropo e poggiante su un substrato impermeabile orizzontale), avente sezione costante di area {\displaystyle S} e nel quale la falda defluisca in regime di moto laminare.
Si osserva che la portata {\displaystyle Q} è inversamente proporzionale alla lunghezza dell'acquifero {\displaystyle {L}}' ed è direttamente proporzionale al gradiente idraulico: {\displaystyle \Delta p}, spesso semplificato come {\displaystyle \Delta h} può essere visualizzata come la differenza tra le altezze (misurate o teoriche) delle due colonne d'acqua entro pozzi perforati fino alla base impermeabile lungo le due sezioni considerate della falda, ovvero la differenza di carico piezometrico.

## Dipendenza da sezione e viscosità
In base alla legge di Poiseuille per la conducibilità possiamo esplicitare la legge di Darcy nelle sue due forme:
{\displaystyle {\vec {v}}=-{32 \over \pi \mu ^{2}}\,S\,\nabla p}
{\displaystyle Q={32 \over \pi l\mu ^{2}}\,S^{2}\,\Delta p}
Possiamo anche esplicitare la diffusività barica come:
{\displaystyle D_{p}={32S \over \pi \mu }}

## Casistica
La legge di Darcy riassume di fatto in modo semplificato alcune familiari proprietà che le acque sotterranee esibiscono durante lo scorrimento nella falda acquifera:
- in assenza di gradiente di pressione, non si ha scorrimento in condizioni idrostatiche.
- in presenza di un gradiente di pressione, lo scorrimento avviene nella direzione che va dalla pressione più alta a quella più bassa (da qui deriva il segno negativo nella formulazione matematica).
- all'aumentare del gradiente di pressione aumenta la portata del flusso.
- la velocità di un flusso dipende dalla formazione del terreno e quindi dalla sua porosità (e in uno stesso materiale può differire in funzione della direzione), anche a parità di gradiente di pressione.